# 富岡村 (高知県)
富岡村（とみおかむら）は、高知県吾川郡にあった村。現在の仁淀川町の北東端にあたる。

## 地理
- 山岳：黒森山、宝来山、雨ヶ森、筒上山
- 河川：土居川、安居川

## 歴史
- 1889年（明治22年）4月1日 - 町村制の施行により、安居村・狩山村の区域をもって発足。
- 1896年（明治29年） - 大字狩山が大字大平・日浦・楮原・見ノ越、大字安居が大字土居・吉ヶ成・成川・坪井川・宮ヶ平・大屋・入江谷・余能・川内谷となる。
- 1941年（昭和16年）7月1日 - 池川町と合併し、改めて池川町が発足。同日富岡村廃止。